# Croton draco
El  llora sangre (Croton draco) es un árbol de la familia Euphorbiaceae que alcanza hasta 20 m de alto y producen un exudado rojo como la sangre. Sus hojas son simples de tamaño variable de 8x5 cm hasta 21x15 cm. La base de la hoja es acorazonada y son puntiagudas. El haz es verde brillante y el envés verde grisáceo con vellos muy finos que se ven con lupa y tienen dos glándulas en forma de puntos anaranjados donde se insertan en la rama. Al estrujarlas, emana un olor picante o desagradable y cambian de color a amarillo o rojo cuando van a caer del árbol. Tiene flores masculinas y femeninas, perfumadas y con forma de estrella que crecen agrupadas en panículas terminales. Habita desde México a Centroamérica en varios tipos de hábitat. Su madera tiene usos industriales. El látex rojizo de la corteza tiene cualidades antisépticas, antiinflamatorias y cicatrizantes, entre otras. Esta sustancia es usada en medicina tradicional como remedio en casos de infecciones, heridas externas leves, úlceras estomacales, lesiones de encías, dolor de muelas, llagas, infecciones por herpes, etc.